# Square Léon-Serpollet
Ne doit pas être confondu avec Jardin Serpollet.
Le square Léon-Serpollet est un square du 18e arrondissement de Paris, dans les quartiers des Grandes-Carrières et de Clignancourt.

## Situation et accès
Le square est encadré par la rue Achille-Martinet à l'ouest, la rue des Cloÿs au nord, la rue du Ruisseau à l'est et rue Marcadet au sud. Son entrée principale est au 25 rue des Cloÿs (accès secondaire 160-162 rue Marcadet).
Il est desservi par la ligne 12 aux stations Lamarck - Caulaincourt et Jules Joffrin.
Il est ouvert à des horaires réglementés.

## Origine du nom
Le nom du site fait référence à l'industriel français Léon Serpollet (1858-1907), qui y réalisa ses expériences qui aboutirent à la création de la chaudière à vaporisation instantanée (1881) et du tricycle à vapeur (1887). Le terrain a été offert à la Ville par Madame Marzak,.

## Historique
Rénové et agrandi en 1991, le square s'étend sur 15 800 m2.
Il s'agit d'un jardin en terrasse, où sont plantés un mail de cerisiers à fleurs, des ptérocaryas, des noisetiers de Byzance, des pommiers à fleurs, des charmes, des érables, des ormes de Sibérie, des arbres de Judée et des tulipiers de Virginie. Il possède le label ÉcoJardin.
Un bassin décoré d'une fontaine en granit est aménagé.
Le square accueille des tables de ping-pong, un baby-foot, une table d'échecs et de dames, un terrain de basket, un terrain de football, des agrès, un boulodrome, des aires de jeux pour enfants, des points d'eau potable, un brumisateur et des tables de pique nique.
Une stèle en verre rappelle la mémoire des enfants juifs en bas âge du 18e arrondissement, assassinés pendant la Seconde Guerre mondiale.
Le square est rénové en 2021-2022.